# ブルーダイカー
ブルーダイカー（学名：Cephalophus monticola）は、哺乳綱偶蹄目ウシ科ダイカー属に分類されるレイヨウ。

## 分布
アフリカ大陸中部

## 形態
体長60cm。肩高35-40 cm。体重4-6 kg。眼の下にある臭腺（眼下腺）は発達し黒い筋のように見える。

## 生態
熱帯雨林に生息する。夜行性で群れは形成せず、単独で生活する。性格は臆病で、危険を感じるとすぐに茂みの中へ逃げ込む。天敵としてはチンパンジー、ヒョウ、ワシ、人間等が挙げられる。
食性は草食性で木の葉や果実等を食べる。繁殖形態は胎生。

## Status
LEAST CONCERN (IUCN Red List Ver. 3.1 (2001))
- ワシントン条約附属書II

## 人間との関係
生息地では食用とされることもある。